# 心状梨叶悬钩子
心状梨叶悬钩子（学名：Rubus pirifolius var. cordatus）为蔷薇科悬钩子属下的一个变种。

## 扩展阅读
- 維基物種上的相關：心状梨叶悬钩子